# 小行星6359
小行星6359（6359 Dubinin）是一颗绕太阳运转的小行星，为主小行星带小行星。该小行星于1977年1月13日发现。

## 轨道参数
小行星6359的轨道半长轴为3.2150335 UA，离心率为0.098。